# Сарапульський електрогенераторний завод
ВАТ Сара́пульський електрогенераторний завод — велике спеціалізоване підприємство з виробництва електрообладнання для авіації. Розташоване в місті Сарапул, Удмуртія. Входить до складу російського Союзу авіавиробників.
Завод був створений в роки Другої світової війни згідно з наказом Народного комітету авіаційної промисловості від 6 лютого 1942 року як дублюючий евакуйованого в місто Кіров Московського авіазаводу імені І. І. Лепсе. В серпні того ж року підприємство випустило першу партію генераторів. За 1946–1996 роки виробництво заводу зросло в 10 разів, для працівників були збудовані окремий житловий масив (в 1976 році був ліквідований останній барак), 3 школи, медична частина з багатопрофільним лікуванням, будинок культури, музична школа, стадіон, бази відпочинку в Криму та на Камі.

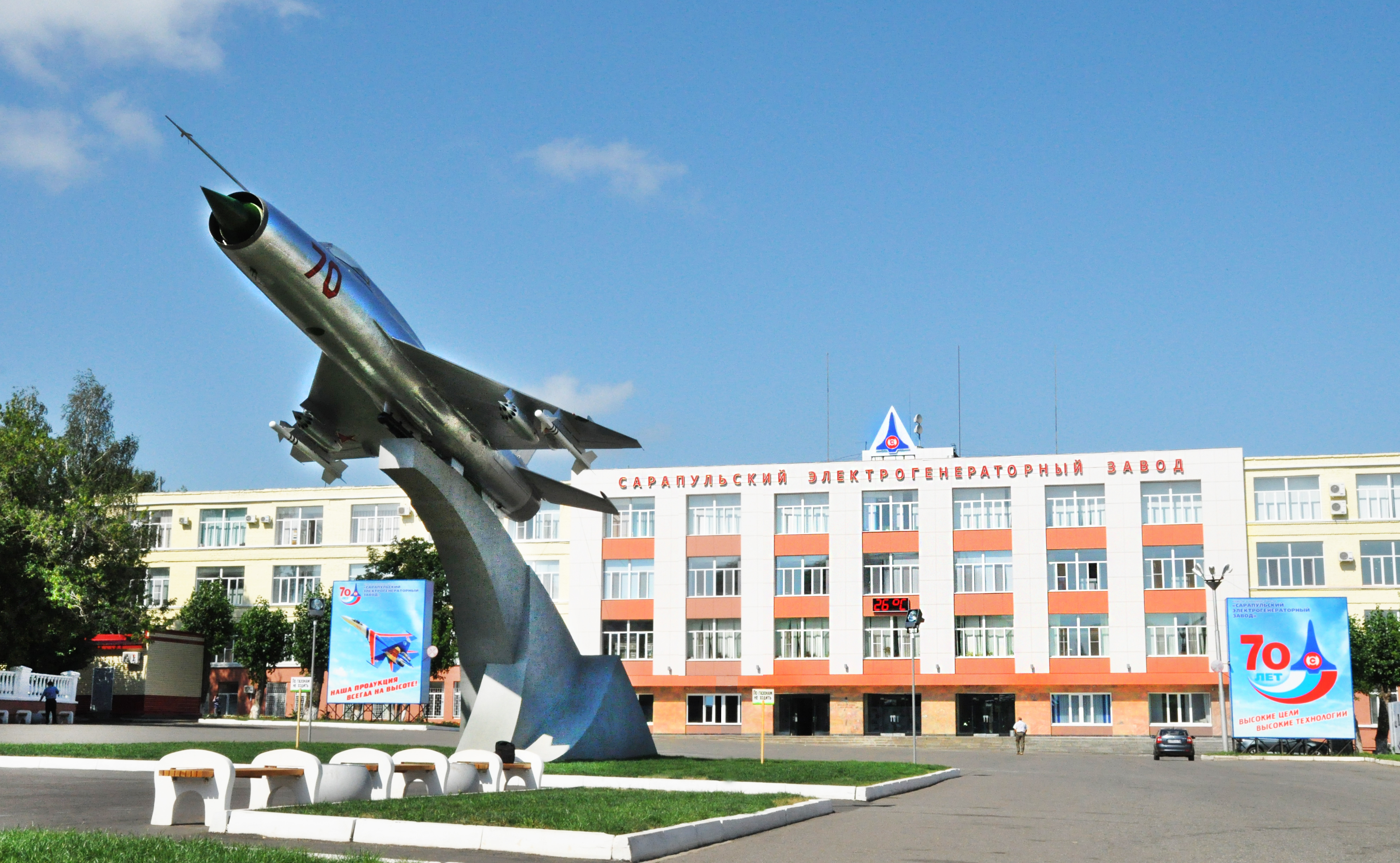
Адміністративна будівля

На сьогодні підприємство має значний виробничий потенціал: більш як 8,5 одиниць обладнання розташовані на виробничих площах 100 км². Підприємство підвищує вимоги до якості своєї продукції. Система менеджменту якості сертифікована відповідно до ISO 9001:2008, ISO 14001:2007, і відповідно до стандартів СРПП ВТ на розробку, виробництво і ремонт військової техніки, а також всієї виробленої на підприємстві цивільної продукції.
Першим директором заводу був Л. В. Федоров (1942—1943), найдовше цю посаду обіймав Ю. Г. Левіатов (1959–1982), після якого місце директора зайняв Є. П. Сторонкин.
| Рік  | Об'єм продаж |
| ---- | ------------ |
| 2008 | 2,3 млрд руб |
| 2009 | 2,1 млрд руб |
| 2010 | 3,4 млрд руб |

## Продукція[1]
- електрокари типу ЕТ та ЕК вантажопідйомністю до 2 т (в 1990 році випущено 4386 штук, в 1997 році — всього 34)
- пристрій для зарядки акумуляторних батарей
- електродвигуни асинхронні типу АІМЛ
- електродвигуни ліфтові
- насоси НЦ-300 побутові та для хімічно агресивних рідин
- тачки різнотипні складові
- тістоміси
- генератори для вітрових установок типу ГСПМ
- генератори змінного струму
- електродвигуни різнотипні
- електрообладнання для автомобілів (вентилятори, двигуни кермової колонки)

Раніше завод випускав також авіаційні бортові системи енергопостачання (генератори змінного та постійного струму), вибухозахищені електродвигуни, електроінструменти з різними насадками (набір «Універсал»), колекторні електродвигуни для побутових машин, електричні відцентрові насоси, машини для підрахунку, контролю дефектів та автоматичного фасування грошей та цінних паперів, прилади для обліку витрат теплоенергії, електродні водонагрівальні котли, зварювальні агрегати, меблеву фурнітуру.